# Campeonato de España de GT
El Campeonato de España de GT es una competición de automovilismo para GTs que se disputa en España creado por GT Sport en 1999 y organizado por VLine desde 2014; Desde 2017 se disputa junto al Campeonato de España de Resistencia con reglamentos prácticamente paralelos dentro del evento GT-CER. El campeonato proclama anualmente un campeón absoluto (excepto en 2014-2016) y se divide en clases (equivalente a Copa de España). 

## Historia

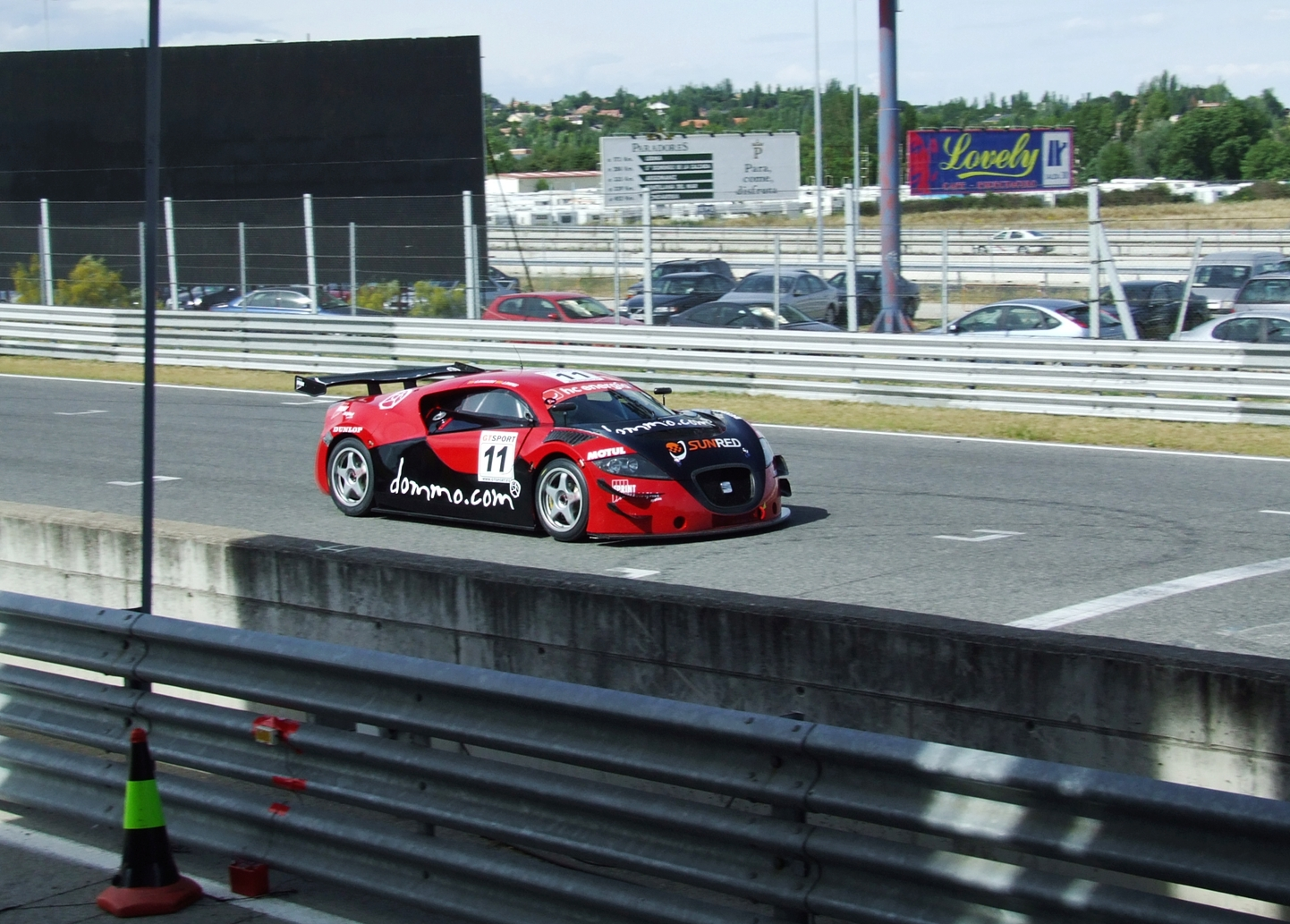
SEAT Cupra GT de Joan Vinyes y Ginés Vivancos (2006)

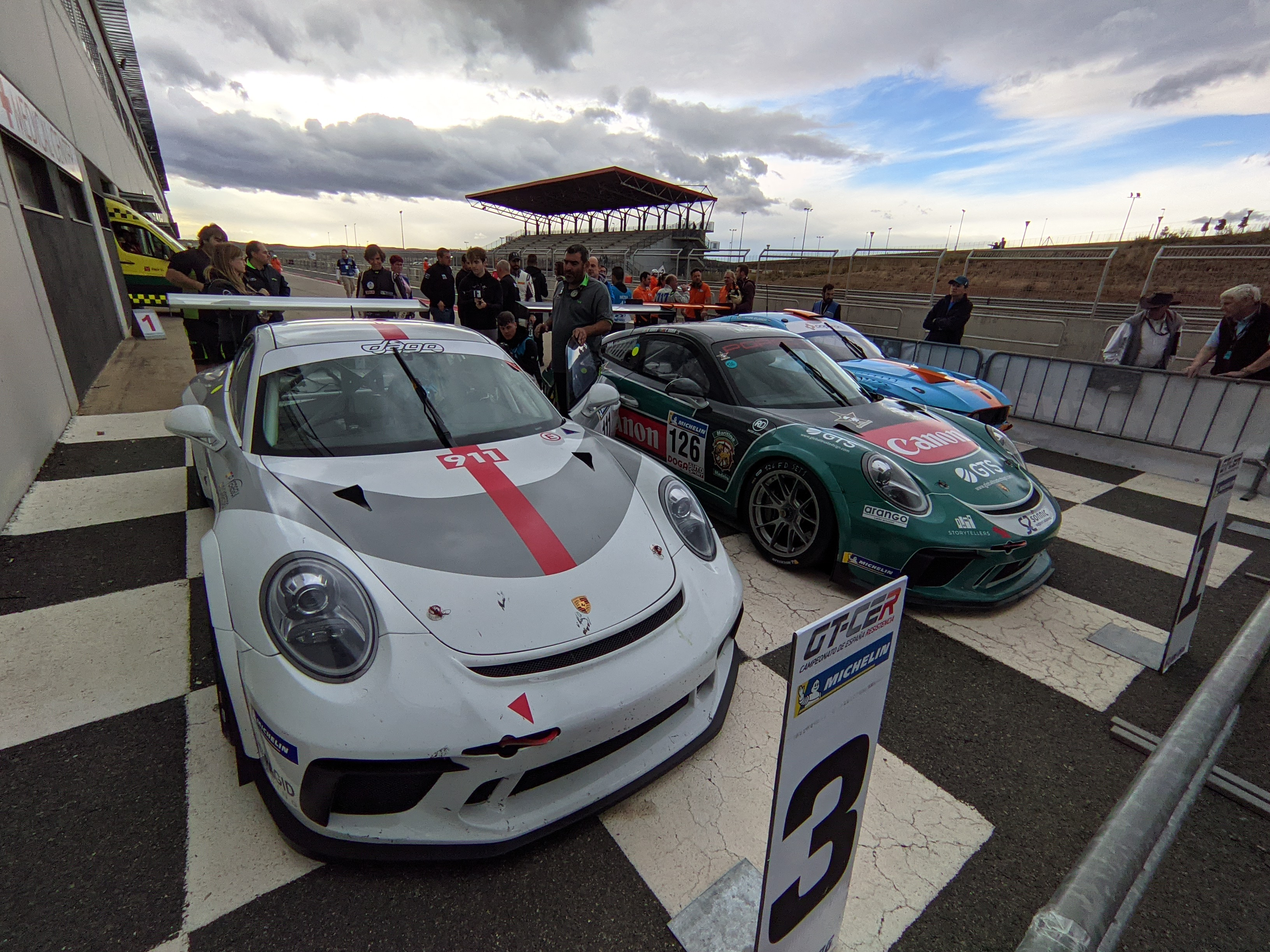
Parque cerrado de los 3 primeros clasificados del Campeonato de España de GT en Navarra (2022)

El Campeonato de España de GT fue creado por la empresa organizadora GT Sport en el año 1999, con el piloto Jesús Pareja al mando. El inicio del siglo fue espléndido en cuando a la economía de las carreras nacionales, por lo que a pesar de ser un campeonato muy costoso para sus participantes, pudo mantenerse con éxito sin grandes cambios su formato inicial y con un gran número de participantes hasta el año 2007. El campeonato constaba de tres divisiones: A, B y C según la potencia de los GT participantes y cada año se designaba un campeón absoluto del campeonato. En sus inicios se corrió dentro los fines de semana del Racing & Festival con las Fórmulas Toyota y la Copa Hyundai, posteriormente pasó a ser acompañado por el Campeonato de España de F3, también creado por GTSport.
En 2006 se creó el International GT Open, con un formato muy similar al campeonato español, pero con ámbito europeo. Poco a poco fue creciendo más ese campeonato y decayendo el nacional, que ya en 2008 y 2009 sufrió muchos cambios en sus reglamentos para tratar de revitalizarse de cara a los siguientes años que iban a ser muy duros, así mismo, cambió su denominació oficial a Campeonato de España IberGT. Finalmente y tras un intento de aumentar los participantes en 2012 al crear dentro del campeonato el Endurance Trophy Iber GT, 2013 fue la última temporada con GTSport al mando, donde 2 de las 5 rondas programadas inicialmente, tuvieron que cancelarse por falta de participantes. En 2014, Vline coge las riendas de la competición reformulando los reglamentos y con algunos nuevos patrocinadores renovados para el mismo, aprovechando muchos fines de semana del CER para compartir pista. 
Fue en 2017, cuando se unieron la rama de Turismos y la de GTs para crear el GT-CER actual y pasando a compartir pista en todas las rondas, creando parrillas de hasta casi 60 coches en algunas rondas. En 2019 y hasta 2021, se unieron al formato del Racing Weekend de la RFEDA, para competir prácticamente en todas las rondas junto con el Campeonato de España de F4 y el resucitado Campeonato de España de Turismos.

## Categorías
2017-2021
- Clase 1: Vehículos con especificaciones FIA GT2 y FIA GT3
- Clase 2: Vehículos GT procedentes de copas monomarca
- Clase 3: Vehículos con especificaciones GT4 y Mitjet

2022-2023
- Clase 1 / GPX: Vehículos con especificaciones GT2, GT4 y Porsche sin restricciones y vehículos procedentes de Copas monomarca desde 2014.
- Clase 2 / GPR: Vehículos con especificaciones GT4 y vehículos procedentes de Copas monomarca hasta 2013.
- Clase 2 / PC: Vehículos Porsche GT3 Cup del 2005 al 2023.

## Campeones
| Etapa GT Sport | Etapa GT Sport                         | Etapa GT Sport                         | Etapa GT Sport                                    | Etapa GT Sport                           |
| Año            | Absolutos                              | GT2                                    | GT3                                               | GT4                                      |
| -------------- | -------------------------------------- | -------------------------------------- | ------------------------------------------------- | ---------------------------------------- |
| 1999           | Antonio Puig Javier Camp               | Carlos Palau                           | Antonio Puig Javier Camp                          | Ángel Romero Manuel Rosado               |
|                | Absolutos                              | GTA                                    | GTB                                               | GTC                                      |
| 2000           | Miguel Ángel de Castro Balba G. Camino | Miguel Ángel de Castro Balba G. Camino | Fermín Vélez Javier Díaz                          | Luis C. Maurel                           |
| 2001*          | Alberto Castelló Carlos Palau          | Alberto Castelló Carlos Palau          | Javier Díaz                                       |                                          |
| 2002*          | Miguel Ramos Pedro Chaves              | Miguel Ramos Pedro Chaves              | Juan Bastos                                       |                                          |
| 2003*          | Ginés Vivancos                         | Miguel Ángel de Castro Balba G. Camino | Luis Pérez-Sala Manuel Cerqueda                   |                                          |
| 2004           | Shaun Balfe Nigel Taylor               | Miguel Ángel de Castro Ángel Burgueño  | Luis Pérez-Sala Manuel Cerqueda                   | Francesc Robert                          |
| 2005           | Giambattista Giannoccaro               | Giambattista Giannoccaro               | Pedro Bastos Miguel Cristóvão                     | José Luis Bermúdez de Castro             |
| 2006           | Michele Bartyan                        | Michele Bartyan                        | César Rodrigo Daniel Rodrigo                      | José Luis Bermúdez de Castro             |
| 2007           | Peter Sundberg Domingo Romero          | Peter Sundberg Domingo Romero          | Óscar Fernández José Manuel Pérez-Aicart          |                                          |
|                | Absolutos                              | GTA                                    | GTB                                               | GTS                                      |
| 2008           | Peter Sundberg                         | Peter Sundberg                         | Antonio Puig Alfredo Palencia                     | Javier Díaz                              |
|                | Absolutos                              | Super GT                               | GTS                                               | GT Light                                 |
| 2009           | Lourenço da Veiga Ricardo Bravo        | Lourenço da Veiga Ricardo Bravo        | Antonio Castro Jesús Diez Villarroel              | Ben Clucas Francisco Lorena              |
| 2010           | Francisco Cruz Martins                 | Manuel Gião Juan Manuel López          | César Campaniço João Figueiredo                   | Oliver Campos-Hull Kosta Kanaroglou      |
| 2011           | Manuel Gião                            | Manuel Gião                            | César Campaniço João Figueiredo                   | Miguel Toril Pol Rosell                  |
| 2012           | Mikko Eskelinen                        | Mikko Eskelinen                        | Rafael Unzurrunzaga                               | Francesc Gutiérrez Luis Villalba         |
| 2013           | Isaac Tutumlu Dimitris Deverikos       | Isaac Tutumlu Dimitris Deverikos       |                                                   |                                          |
| Etapa VLine    |                                        |                                        |                                                   |                                          |
| Año            |                                        | GTR                                    | GTC                                               | GTL                                      |
| 2014           |                                        | Oliver Campos-Hull Kosta Kanaroglou    | Jesús Díez Villarroel José Manuel de los Milagros | Pablo Yeregui Daniel Carretero           |
| Año            | Absolutos                              | Clase 1                                | Clase 2                                           | Clase 3                                  |
| 2015           |                                        | Jesús Díez Villarroel                  | Pablo Yeregui Daniel Carretero                    |                                          |
| 2016           |                                        | Daniel Díaz-Varela                     | Nikolay Dmitriev Nil Montserrat                   |                                          |
| 2017           | Philippe Gruau                         | Philippe Gruau                         | Daniel Díaz-Varela                                | Nicolas Nobs                             |
| 2018           | Pedro Marreiros Nuno Batista           | Manuel Cintrano Javier Morcillo        | Pedro Marreiros Nuno Batista                      | José Martínez Javier Escobar             |
| 2019           | Kosta Kanaroglou                       | Kosta Kanaroglou                       | Albert Estragués                                  | David Serban                             |
| 2020           | Josep Mayola Francesc Gutiérrez        | Josep Mayola Francesc Gutiérrez        | Joan Vinyes                                       | Jesús A. De Martín Rafael Villanueva jr. |
| 2021           | Arnaud Gomez Olivier Gomez             | Arnaud Gomez Olivier Gomez             | Pierre Arraou                                     | Juan Andújar Francesc Gutiérrez          |
| 2022           | Jose F. F. Mora Francisco E. F. Abreu  | Cor Euser                              | Jose F. F. Mora Francisco E. F. Abreu             |                                          |
| 2023           | Fernando González Pablo Bras           | Ángel Santos                           | José Manuel de los Milagros                       |                                          |
| Año            | Absolutos                              | GPX                                    | GPR                                               | GT Cup                                   |
| 2024           | Leandro Martins Dieter Svepes          | Pablo Yeregui Daniel Carretero         |                                                   | Leandro Martins Dieter Svepes            |
| 2025           |                                        |                                        |                                                   |                                          |

- En 2001, 2002 y 2003 se entregaron trofeos al mejor piloto Amateur de cada temporada, los ganadores fueron respectivamente Paco Ortí, Miguel Ramos y Ginés Vivancos.

### Series relacionadas
Endurance Trophy Iber GT
| Año  | Absoluto                         | Super GT                                             | GT Light                         |
| ---- | -------------------------------- | ---------------------------------------------------- | -------------------------------- |
| 2012 | Francesc Gutiérrez Luis Villalba | Jesús Díez Villarroel Álvaro Fontes Gianluca Carboni | Francesc Gutiérrez Luis Villalba |

Michelin Endurance Series
| Año  | Clase 1-GT                          | Clase 2-Turismos | Clase 3-Turismos                  | Divisiones |
| ---- | ----------------------------------- | ---------------- | --------------------------------- | --- |
| 2014 | Oliver Campos-Hull Kosta Kanaroglou | Amàlia Vinyes    | Frédéric Billon Thierry Malasagne | D1-GT: Oliver Campos-Hull Kosta Kanaroglou D2-GT: Pablo Yeregui Daniel Carretero D3-T: Amàlia Vinyes D4-T: Valeri Zhuravlev D5-T: Álvaro Huertas Fernán D6-T: Frédéric Billon Thierry Malasagne |

Campeonato de España GT4
| Año  | Absoluto                        |
| ---- | ------------------------------- |
| 2024 | Francesc Gutiérrez Jan Schidlof |